# Calamoecia zeidleri
Calamoecia zeidleri é uma espécie de crustáceo da família Centropagidae.
É endémica da Austrália.